# Формула половины стороны

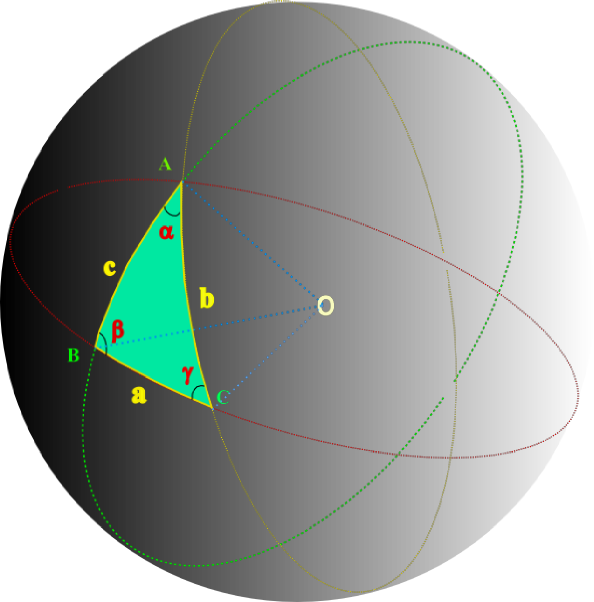
Сферический треугольник

В сферической тригонометрии, формула половины стороны применяется для решения сферических треугольников.

## Формула половины стороны
{\displaystyle {\begin{aligned}\tan \left({\frac {a}{2}}\right)&=R\cos(S-\alpha )\\[8pt]\tan \left({\frac {b}{2}}\right)&=R\cos(S-\beta )\\[8pt]\tan \left({\frac {c}{2}}\right)&=R\cos(S-\gamma )\end{aligned}}}
где
- α, β, γ — это углы сферического треугольника,
- a, b, c — длины сторон, лежащих напротив, соответственно, углов α, β, γ,

- {\displaystyle S={\frac {1}{2}}(\alpha +\beta +\gamma )}

полусумма углов треугольника, и
- {\displaystyle R={\sqrt {\frac {-\cos S}{\cos(S-\alpha )\cos(S-\beta )\cos(S-\gamma )}}}.}

Интересно, что R является тангенсом радиуса описанной окружности данного сферического треугольника:78,83. Три формулы на самом деле представляют собой одну и ту же формулу, в которой лишь заменены обозначения соответствующих углов и сторон.
По теореме косинусов имеем:75-77:
{\displaystyle \cos a={\frac {\cos \alpha +\cos \beta \cos \gamma }{\sin \beta \sin \gamma }}.}
Тогда по формуле двойного угла (положительный корень взят потому, что сторона меньше 180 градусов):
{\displaystyle \sin {\frac {a}{2}}={\sqrt {\frac {1-\cos a}{2}}}={\sqrt {\frac {\sin \beta \sin \gamma -\cos \beta \cos \gamma -\cos \alpha }{2\sin \beta \sin \gamma }}}.}
Применяя формулу сложения аргументов и формулу преобразования суммы функций, получаем:
{\displaystyle \sin {\frac {a}{2}}={\sqrt {\frac {-\cos(\beta +\gamma )-\cos \alpha }{2\sin \beta \sin \gamma }}}={\sqrt {\frac {-\cos S\cos(S-\alpha )}{\sin \beta \sin \gamma }}}.}
Аналогично для косинуса половины стороны получаем:
{\displaystyle \cos {\frac {a}{2}}={\sqrt {\frac {1+\cos a}{2}}}={\sqrt {\frac {\cos(S-\beta )\cos(S-\gamma )}{\sin \beta \sin \gamma }}}.}
Поэтому
{\displaystyle \operatorname {tg} {\frac {a}{2}}={\frac {\sin {\frac {a}{2}}}{\cos {\frac {a}{2}}}}={\sqrt {\frac {-\cos S\cos(S-\alpha )}{\cos(S-\beta )\cos(S-\gamma )}}}=\cos(S-\alpha ){\sqrt {\frac {-\cos S}{\cos(S-\alpha )\cos(S-\beta )\cos(S-\gamma )}}}.}
Двойственную к этой формуле, то есть формулу для половины угла, можно получить из неё как обычно — заменой стороны на дополнение соответствующего угла до 180 градусов и углов на дополнения соответствующих сторон до 180 градусов.

## Двойственная формула
Двойственными к формулам половины стороны являются формулы для половины угла:74:
{\displaystyle {\begin{aligned}\operatorname {tg} \left({\frac {\alpha }{2}}\right)&={\frac {1}{\sin(s-a)}}\cdot r\\[8pt]\operatorname {tg} \left({\frac {\beta }{2}}\right)&={\frac {1}{\sin(s-b)}}\cdot r\\[8pt]\operatorname {tg} \left({\frac {\gamma }{2}}\right)&={\frac {1}{\sin(s-c)}}\cdot r\end{aligned}}}
где
- {\displaystyle s={\frac {1}{2}}(a+b+c)}

полусумма сторон треугольника, и
- {\displaystyle r={\sqrt {\frac {\sin(s-a)\sin(s-b)\sin(s-c)}{\sin s}}}.}

Причём в этом случае r будет тангенсом вписанной окружности сферического треугольника:74.
Аналогичная формула в планиметрии известна под названием теоремы котангенсов.

## Применение
Формула половины стороны применяется для решения косоугольного сферического треугольника по трём сторонам, то есть когда надо по данным сторонам вычислить каждый из его углов:102-104. Формула половины угла, в свою очередь, используется для решения косоугольного треугольника по трём углам, то есть когда надо при данных трёх углах вычислить каждую из его сторон:104-108. Если же у сферического треугольника один из углов прямой, вместо этих формул для его решения применяется более удобное мнемоническое правило Непера.